# Kasey Smith
Kasey Smith (Dublin, 1990. március 29. –) ír énekesnő. Ő és a Can-linn együttes képviselte Írországot a 2014-es Eurovíziós Dalfesztiválon, a dán fővárosban, Koppenhágában. Versenydaluk a Heartbeat volt.

## Zenei karrier

### 2014-es Eurovíziós Dalfesztivál
2014. február 28-án a Can-linn együttessel közösen megnyerte az Eurosongot, az írországi eurovíziós válogatóversenyt, így a 2014-es Eurovíziós Dalfesztiválon, Koppenhágában ők képviselhették hazájukat.
2014. május 8-án, a dalfesztivál második elődöntőjében léptek fel, ahol nem sikerült továbbjutniuk a döntőbe.